# Міністр-ментор
Міністр-ментор (спрощ.: 内阁资政; кит. трад.: 內閣資政малайська: Menteri Mentor) — посада в кабінеті міністрів Сінгапуру створена в 2004 році для передачі досвіду керівництва.
Новопризначений прем'єр-міністр Лі Сянь Лун (син Лі Куаня Ю та наступник Го Чок Тонга) оголосив нову посаду Лі Куаня Ю разом із визначенням складу свого кабінету міністрів 12 серпня 2004 року. До призначення міністром-ментором Лі Куан Ю займав посаду старшого міністра (1990—2004) в кабінеті міністрів прем'єра Го Чок Тонга.
14 травня 2011 року, Лі та старший міністр Го Чок Тонг оголосили про відставку з кабінету міністрів після водорозділу загальних виборів 2011 року.
Лі Куан Ю був першим та єдиним міністром-менторм Сінгапуру.
| Міністр-ментор | Початок терміну | Кінець терміну |
| -------------- | --------------- | -------------- |
| Лі Куан Ю      | 12 серпня 2004  | 21 травня 2011 |